# Heliozela
Heliozela is een geslacht van vlinders van de familie Heliozelidae.

## Soorten
- H. aesella (Chambers, 1877)
- H. ahenea (Walsingham, 1897)
- H. anantia (Meyrick, 1897)
- H. autogenes Meyrick, 1897
- H. castaneella Inoue, 1982
- H. catoptrias Meyrick, 1897
- H. crypsimetalla Meyrick, 1897
- H. cuprea (Walsingham, 1897)
- H. eucarpa Meyrick, 1897
- H. gracilis (Zeller, 1873)
- H. hammoniella

Berkenzilvervlekmot Sorhagen, 1885
- H. isochroa Meyrick, 1897
- H. lithargyrella Zeller, 1850
- H. lithargyrellum (Zeller, 1850)
- H. microphylla Meyrick, 1897
- H. nephelitis Meyrick, 1897
- H. praeustella (Deventer, 1904)
- H. prodela Meyrick, 1897
- H. resplendella

Elzenzilvervlekmot (Stainton, 1851)
- H. sericiella

Eikenzilvervlekmot (Haworth, 1828)
- H. siderias Meyrick, 1897
- H. sobrinella (Deventer, 1904)
- H. subpurpurea (Meyrick, 1934)
- H. trisphaera Meyrick, 1897